# Съмит (окръг, Охайо)
Вижте пояснителната страница за други значения на Съмит.
Окръг Съмит (на английски: Summit County) е окръг в щата Охайо, Съединени американски щати. Площта му е 1088 km², а населението - 542 899 души (2000). Административен център е град Акрън.